# La vida sigue (telenovela)
A Vida da Gente (traducción: La vida de la gente / en español: La vida sigue) es una telenovela brasileña producida y exhibida por TV Globo en el horario de las 18 desde el 26 de septiembre de 2011 sustituyendo a Cuento encantado. 
Escrita por Lícia Manzo y Marcos Bernstein, con la colaboración de Álvaro Ramos, Carlos Gregório, Giovana Moraes, Marta Góes, Tati Bernardi, Daniel Adjafre y Dora Castellar, dirigida por Teresa Lampreia, Adriano Melo, Luciano Sabino y Leonardo Nogueira, con la dirección general de Jayme Monjardim y Fabrício Mamberti sobre núcleo de Jayme Monjardim.
Protagonizada por Fernanda Vasconcellos y Marjorie Estiano, coprotagonizada por Rafael Cardoso, Thiago Lacerda y Jesuela Moro,  con las participaciones antagónicas de Ana Beatriz Nogueira, Paulo Betti, Gisele Fróes, Poliana Aleixo y el primer actor Francisco Cuoco. Cuenta con las actuaciones estelares de Maria Eduarda, Regiane Alves, Alice Wegmann, Sthefany Brito, Daniela Escobar, Marcello Airoldi, Ângelo Antônio, Malu Galli, Leonardo Medeiros, Leona Cavalli, Luiz Carlos Vasconcelos y los primeros actores  Nicette Bruno y Stênio Garcia.
La Vida Sigue ha sido licenciada a más de 100 países, convirtiéndose en uno de los mayores éxitos de TV Globo en el mundo. Es la telenovela más exportada, solo por detrás de Avenida Brasil y El color del pecado, superando a éxitos de exportación como Terra Nostra y El Clon. La novela actualmente está siendo retransmitida por Rede Globo a las 18 horas.

## Sinopsis
La novela trata sobre la conmovedora historia de dos hermanas, Ana y Manuela. Muestra el triángulo amoroso entre ellas y su hermanastro, además de los dramas familiares vividos por ellos después de un trágico accidente.

### Primera Fase
Eva se casa con Jonás, un importante empresario. Eva tiene dos hijas, Ana, quien es una tenista joven que promete demasiado y Manuela, a quien su madre siempre excluye pero que tiene un gran talento en lo culinario. Por su parte Jonás, tiene dos hijos, Rodrigo y Fernanda. Esta última siempre vivió apartada de su familia, por lo que Ana, Rodrigo y Manuela se criaron juntos desde los 10 años. 
Siete años ya han pasado y Ana se convirtió en una tenista destacada, es entrenada por la tirana Victoria Prates, una persona súper cruel que la obliga a seguir un régimen deportivo estricto que junto con su madre la presionan mucho. Ana se cansa de no tener tiempo para nada y se va con Rodrigo y un grupo de amigos a un campamento sin el permiso de Eva o Victoria. Su relación con su hermanastro no era la mejor, pero ella decide ir. En ese viaje Rodrigo y Ana se dan cuenta de que están muy enamorados y mantienen relaciones sexuales , deciden volver juntos como novios. Por otra parte, Jonás engaña a Eva con Cristiani, su entrenadora personal, a quienes descubre y decide abandonar la casa junto con Manuela. Cuando Jonás quiere detener a Eva ve a Ana y Rodrigo besándose. La desaprobación de ellos fue más que suficiente pero no para cortar la relación.
Manu, Ana y Eva van a vivir a un hotel con el dinero justo; tiempo después Ana sospecha que está embarazada y su madre encuentra su test y habla de esto con Victoria, piensan en un aborto pero Ana se resiste. Acuerdan en que fingirían una lesión de la tenista para salir del país durante unos meses. Su idea era viajar a Ushuaia, en la Patagonia Argentina, donde había un centro de adopción, donde Ana tendría que esperar al nacimiento y luego dárselo a una pareja estéril. Ella solo les pide que si fuera mujer, le gustaría que se llamaran Julia. 
En el aeropuerto, Rodrigo va a buscarla a petición de Manu, pero Eva influye nuevamente. A los nueve meses, Alicia, una compañera de tenis de Ana sabe sobre el embarazo y le pide a Manuela la dirección donde estaba Ana con la intención de que no dé a su hija, Alicia viaja y le cuenta a Ana que ella es adoptada y su verdadera madre es Victoria y que por eso entró en la escuela de tenis para acercarse a ella, con esto trata de ponerse en el lugar del bebé que estaba por nacer. Al principio Ana rechaza esto, pero luego entra en trabajo de parto. La bebé nace, pero ella no la quiere mirar. A la noche, ella va hacia la cuna y observa el rostro de su hija y allí se da cuenta de que debe quedarse con la bebé. Después de muchas discusiones con su madre, logran traer a Julia a Porto Alegre, cosa que alegró mucho a Manu y Alicia, pero a la niña la registran como si fuera hija de Eva. 
Rodrigo percibe que algo no está encajando, el nunca supo nada. Comienza a sospechar que la hija puede ser de Ana. Por otro lado, Victoria no está nada feliz por esto, Ana comienza a perder torneos, a desconcentrarse, a perder la cabeza por la niña. A su vez, la entrenadora tiene problemas con su marido, Marcos, con quien tienen dos hijas Sofía y Bárbara, ambas pequeñas. En clases de natación, Marcos conoce a Dora, una mujer a quien su marido abandona y que tiene una hija, Olivia.
Ana y Manu deciden escapar de la casa junto a Julia, irían a Gramado, donde las recibe su abuela Ina, y Rodrigo, con quien Ana había acordado para contarle de su paternidad y para iniciar una relación. En el auto, prestado por Alicia, Manuela iba manejando y Ana en el asiento de acompañante y Julia detrás. En eso, tienen un accidente y el auto cae a un lago. Manu queda consiente y salva a Julia, Ana queda en el fondo y es salvada por un camionero. Eva, Ina y Rodrigo comienzan a desesperarse, hasta que se dan cuenta por las noticias del accidente. Manuela se encuentra bien, Julia estable pero Ana sufre un hematoma en el cerebro, lo que la mantiene en coma por tiempo indeterminado. 
Rodrigo está destrozado y le pregunta a Manu si él es el padre de Julia y ella lo admite. Esto causa el enojo de Eva, junto con que ella no salvara a Ana cuando estaba inconsciente, pero a Julia, la echa de la casa y Manu se va a vivir a Gramado con su abuela. A su vez, Rodrigo es echado de la casa también cuando Jonás se entera de que a los 19 años había tenido una hija. El va a la casa de su tío Lorenzo, un filósofo que está en pareja con Celina, la pediatra que atiende a Julia. Manu y Rodrigo crían a la bebé como pueden y con el tiempo llegan a tener una relación amorosa.

### Segunda fase
Cinco años pasan y, contra todo pronóstico, Ana se despierta del coma y ve que su vida cambia totalmente. Al perder parte de su juventud internada, ella se despierta con otra realidad: su hermana, Manuela, se había casado con Rodrigo y había criado a su hija junto con él. 
Manuela, al mismo tiempo que está contenta con el regreso de su hermana, se siente atormentada por la culpa y el miedo a perder la vida que construyó junto a Rodrigo, que se muestra claramente sacudido por el regreso de su primer amor. 
Desconcertada con los cambios y pérdidas, y consciente de que el tiempo no vuelve, Ana decide ganar el amor de Julia e ignorar los sentimientos que tiene por Rodrigo. 
Sin embargo, Rodrigo se siente dividido entre el amor construido con Manuela y el amor no vivido con Ana. Ana descubre en su neurólogo, Lucio, la oportunidad de vivir una nueva historia y el doctor disputa con Rodrigo el amor de Ana. 
Los sentimientos no resueltos entre los ex amantes y las intrigas de Eva traen conflicto a la amistad de Ana y Manuela. Sin embargo, el descubrimiento de que la pequeña Julia está enferma logra unirlos de nuevo, y les ayuda definir las relaciones sentimentales más sólidas y que tienen un futuro, si una pasión adolescente que no fue vivida o el amor maduro construido sobre una base diaria. Manuela y Rodrigo se quedan juntos, Lucio y Ana también quedan en pareja.

## Reparto
| Actore (s)              | Personajes                       | Doblaje               |
| ----------------------- | -------------------------------- | --------------------- |
| Fernanda Vasconcellos   | Ana Fonseca                      | Mireya Mendoza        |
| Marjorie Estiano        | Manuela Fonseca                  | Analiz Sánchez        |
| Rafael Cardoso          | Rodrigo Macedo                   | Rodrigo Carralero     |
| Jesuela Moro            | Júlia Fonseca Macedo             | Melissa Gutiérrez     |
| Ana Beatriz Nogueira    | Eva Fonseca                      | Queta Calderón        |
| Thiago Lacerda          | Dr. João Lúcio Pires             | Sergio Gutiérrez Coto |
| Regiane Alves           | Cristiane "Cris" Oliveira Macedo | Nallely Solís         |
| Paulo Betti             | Jonás Macedo                     | José Luis Orozco      |
| Maria Eduarda           | Fernanda "Nanda" Macedo          | Circe Luna            |
| Nicette Bruno           | Iná Fonseca                      | Ángela Villanueva     |
| Gisele Fróes            | Victoria Azevedo Prates          | Gisela Casillas       |
| Alice Wegmann           | Sofia Azevedo Prates             | Montserrat Mendoza    |
| Polianna Aleixo         | Cecília Vilaça                   |                       |
| Francisco Cuoco         | Mariano Vilaça                   |                       |
| Sthefany Brito          | Alicia Ybarra Moraes             | Andrea Orozco         |
| Daniela Escobar         | Susana Ybarra Moraes             | Liliana Barba         |
| Marcello Airoldi        | Cícero Moraes                    | Armando Coria         |
| Ângelo Antônio          | Marcos Prates                    | Roberto Mendiola      |
| Malu Galli              | Dora                             | Laura Ayala           |
| Stênio Garcia           | Laudelino                        |                       |
| Leonardo Medeiros       | Lorezo Luiz Macedo               | Dafnis Fernández      |
| Leona Cavalli           | Dr.ª Celina Gusmão Macedo        | Gaby Willer           |
| Luiz Carlos Vasconcelos | Renato Nogueira Martins          | Paco Mauri            |
| Marcello Melo Jr.       | Mathias                          | Kaihiamal Martínez    |
| Júlia Almeida           | Lorena                           | Mónica Villaseñor     |
| Neusa Borges            | María                            | Olga Hnidey           |
| Pietra Pan              | Bárbara                          |                       |
| Cláudia Mello           | Moema                            |                       |
| Luiz Serra              | Seu Wilson                       | Francisco Colmenero   |
| Duda Mamberti           | Josias                           |                       |
| Sylvia Massari          | Ángela                           | Ruth Toscano          |
| Anna Rita Cerqueira     | Olívia                           | Nycolle González      |
| Marat Descartes         | Lui                              | Manuel Campuzano      |
| Rafael Almeida          | Miguel                           | Alan Bravo            |
| Malu Valle              | Vivian "Vivi" Mourão             | Yolanda Vidal         |
| Rita Clemente           | Aurélia                          |                       |
| Tadeu di Pietro         | Cléber                           |                       |
| Vitor Navega Motta      | Francisco                        |                       |
| Kaic Crescente          | Tiago Oliveira Macedo            |                       |
| Ana Petta               | Eliete                           |                       |
| Renatta Gomes           |                                  |                       |
| Eriberto Leão           | Gabriel                          |                       |
| Deborah Kalume          |                                  |                       |

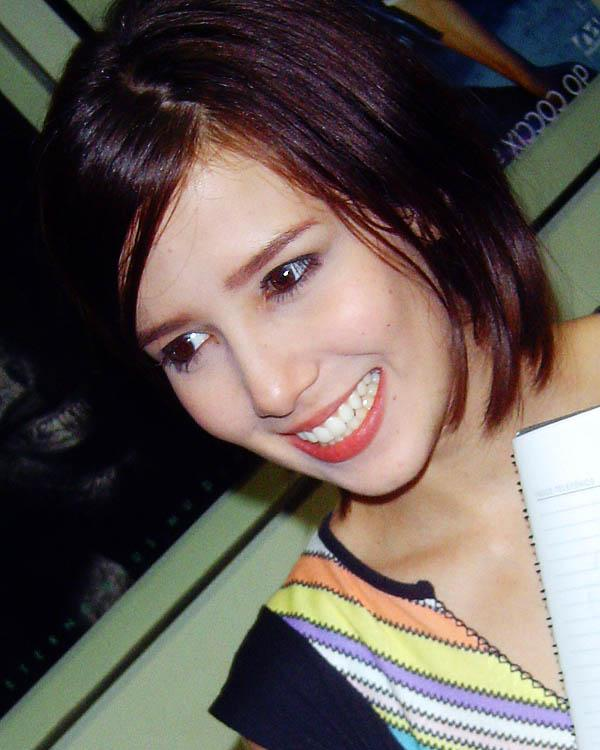
Marjorie Estiano como Manuela.
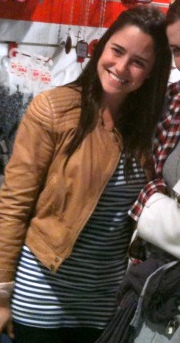
Fernanda Vasconcellos como Ana.
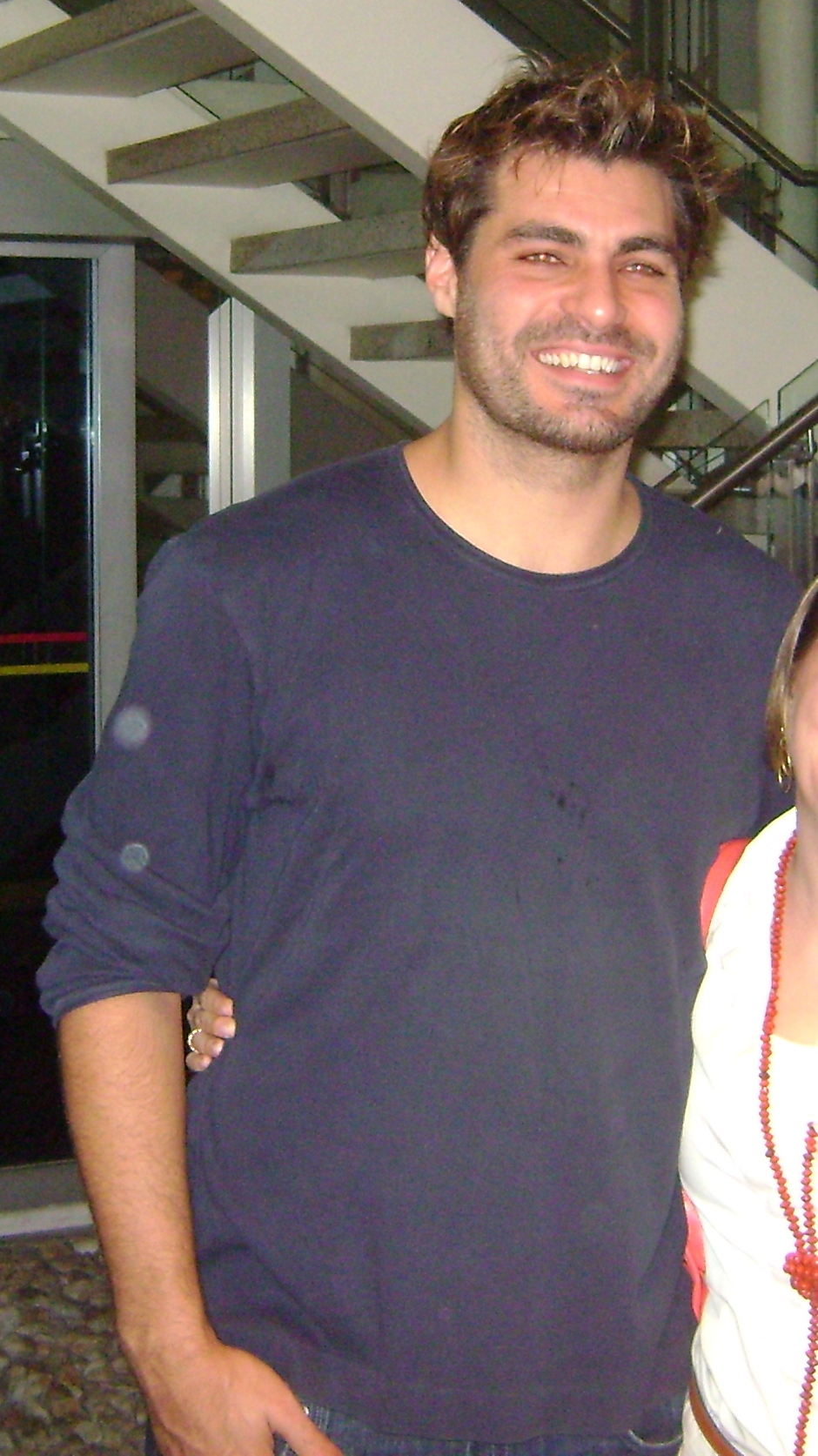
Thiago Lacerda como Lúcio.
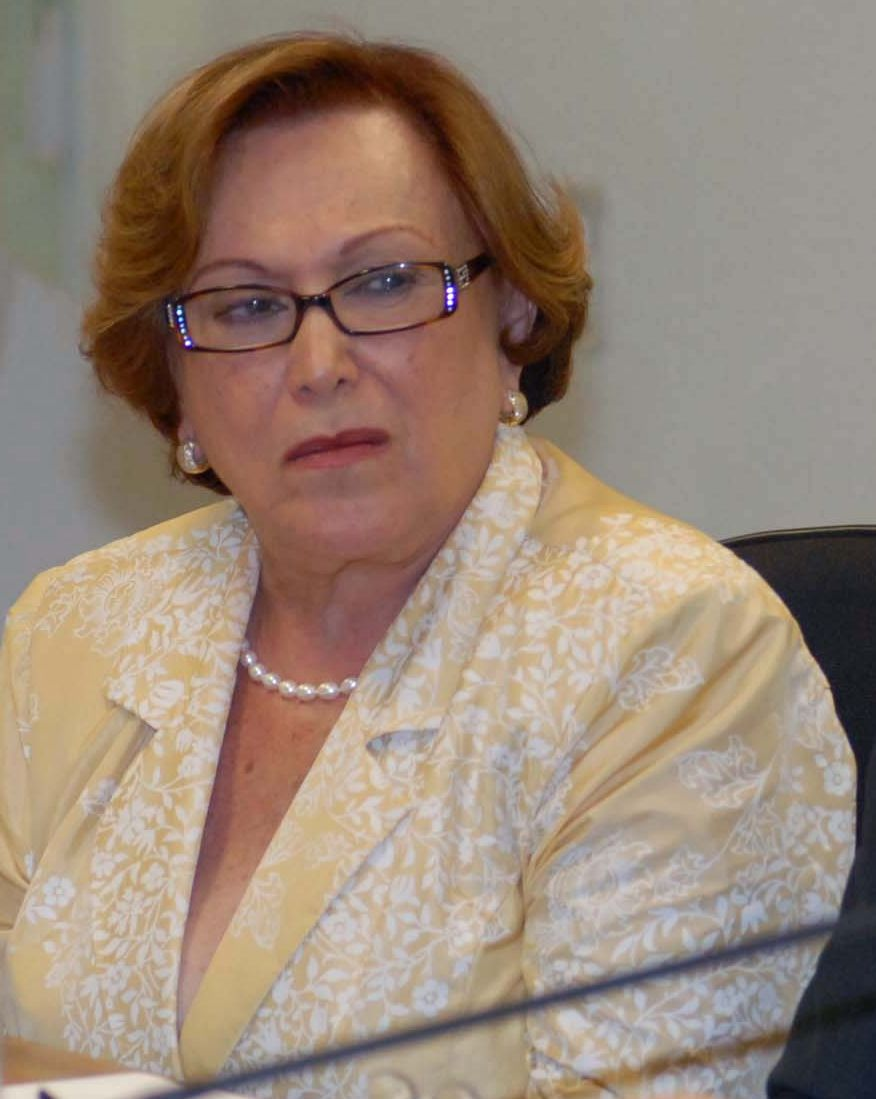
Nicette Bruno como Iná.
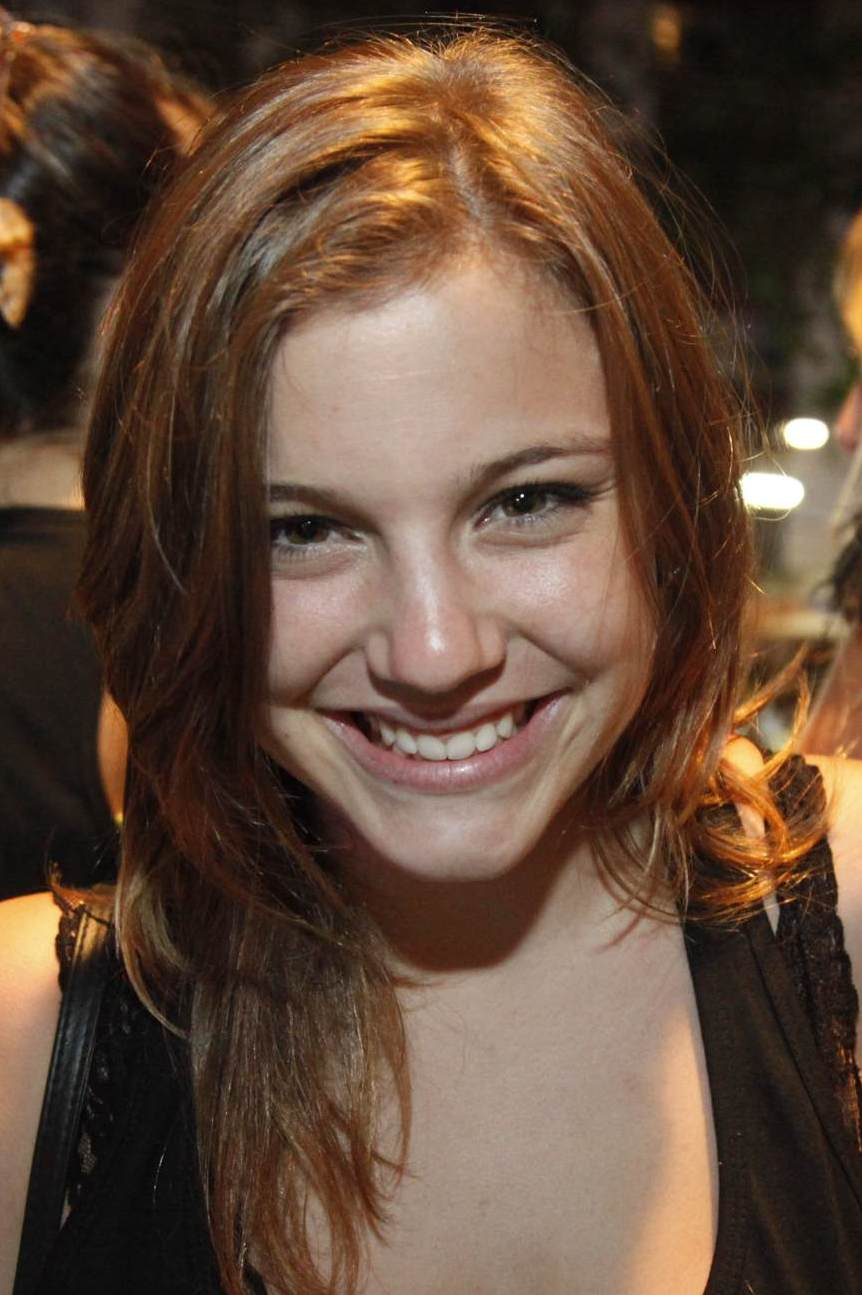
Alice Wegmann como Sofia.
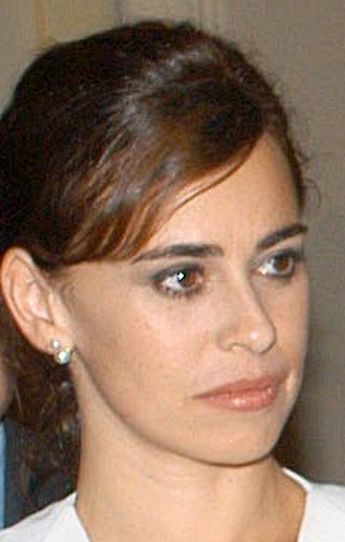
Daniela Escobar como Susana.
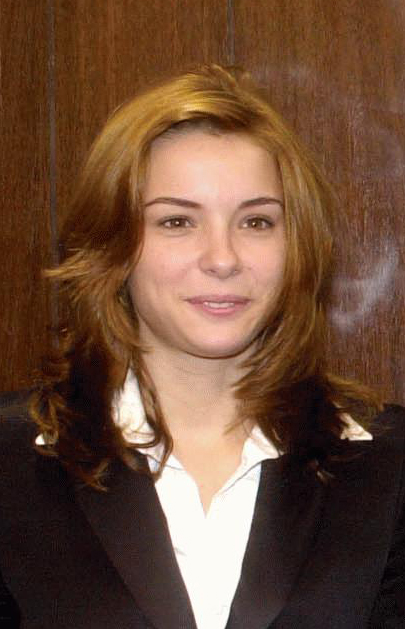
Regiane Alves como Cris.
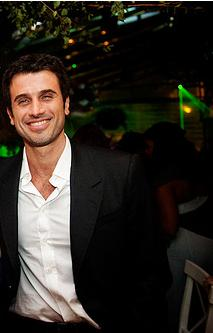
Eriberto Leão como Gabriel.
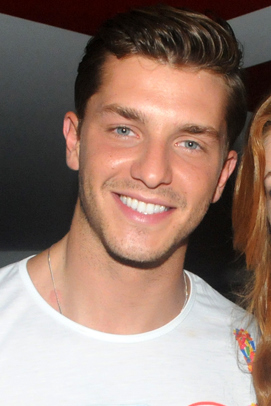
Klebber Toledo como João.
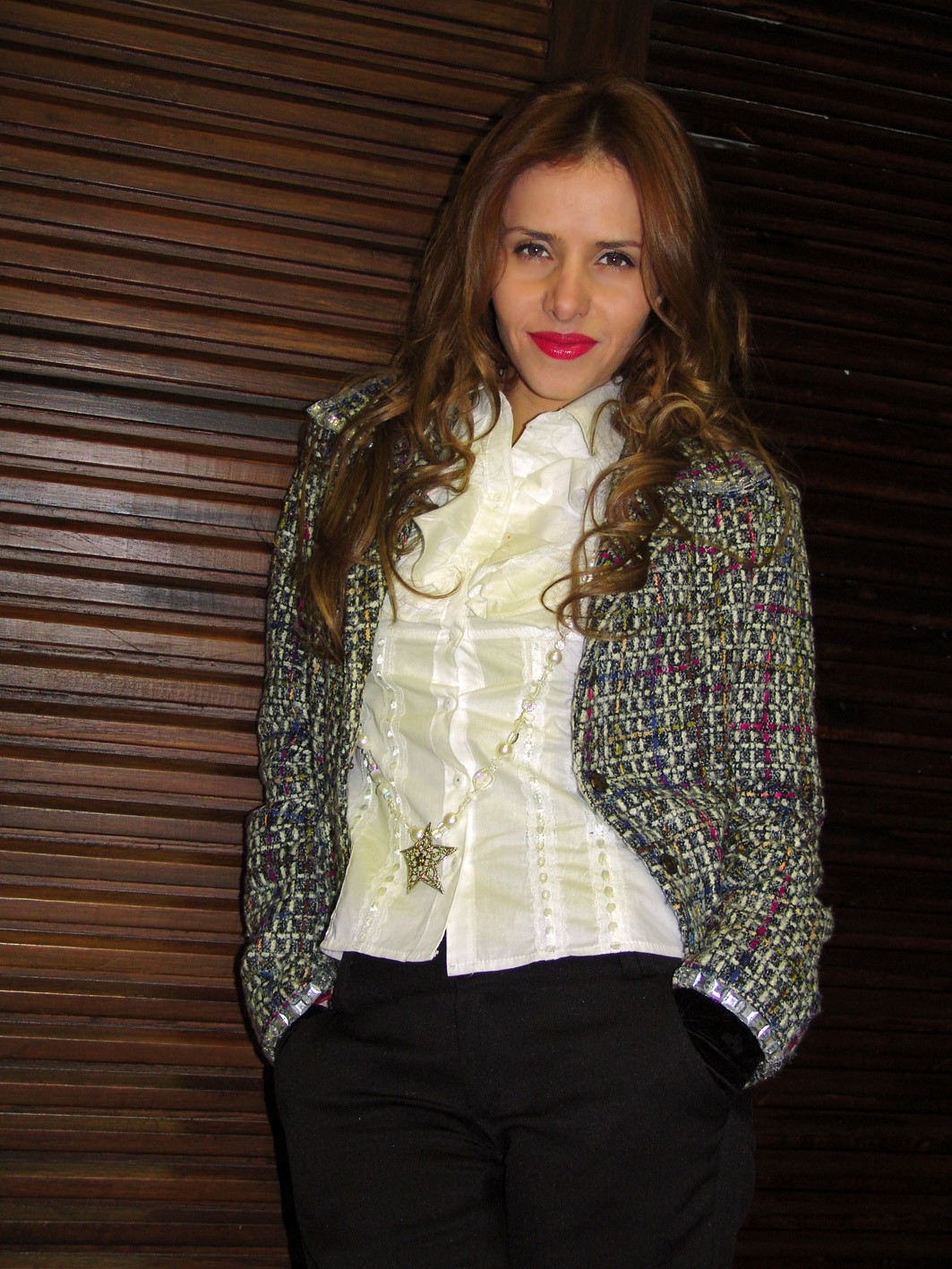
Leona Cavalli como Celina.

## Premios y nominaciones
| Año  | Premio                    | Categoría                           | Nominados                           | Resultados |
| ---- | ------------------------- | ----------------------------------- | ----------------------------------- | ---------- |
| 1997 | Premio Quem de TV         | Mejor actriz                        | Ana Beatriz Nogueira                | Nominada   |
| 1997 | Premio Quem de TV         | Mejor actriz coestelar o de reparto | Marjorie Estiano                    | Ganadora   |
| 1997 | Premio Caras Digital      | Mejor Protagonista                  | Marjorie Estiano                    | Ganadora   |
| 1997 | Premio Noveleiros         | Mejor telenovela                    | Lícia Manzo                         | Ganadora   |
| 1998 | Premio Mejores del año    | Mejor actor o actriz infantil       | Jesuela Moro                        | Ganadora   |
| 1998 | Premio Contigo! de TV     | Mejor novela                        | Lícia Manzo                         | Nominada   |
| 1998 | Premio Contigo! de TV     | Mejor autor                         | Lícia Manzo                         | Ganadora   |
| 1998 | Premio Contigo! de TV     | Mejor actriz de telenovela          | Ana Beatriz Nogueira                | Nominada   |
| 1998 | Premio Contigo! de TV     | Mejor actriz de telenovela          | Fernanda Vasconcellos               | Nominada   |
| 1998 | Premio Contigo! de TV     | Mejor actriz de telenovela          | Marjorie Estiano                    | Nominada   |
| 1998 | Premio Contigo! de TV     | Mejor actor de telenovela           | Rafael Cardoso                      | Nominado   |
| 1998 | Premio Contigo! de TV     | Mejor actor de telenovela           | Thiago Lacerda                      | Nominado   |
| 1998 | Premio Contigo! de TV     | Mejor actriz de reparto             | Gisele Fróes                        | Nominada   |
| 1998 | Premio Contigo! de TV     | Mejor actriz de reparto             | Nicette Bruno                       | Nominada   |
| 1998 | Premio Contigo! de TV     | Mejor actriz de reparto             | Regiane Alves                       | Nominada   |
| 1998 | Premio Contigo! de TV     | Mejor actor de reparto              | Stênio Garcia                       | Nominado   |
| 1998 | Premio Contigo! de TV     | Mejor actriz infantil               | Anna Rita Cerqueira                 | Nominada   |
| 1998 | Premio Contigo! de TV     | Mejor actriz infantil               | Jesuela Moro                        | Ganadora   |
| 1998 | Premio Contigo! de TV     | Mejor actriz infantil               | Pietra Pan                          | Nominada   |
| 1998 | Premio Contigo! de TV     | Mejor actor infantil                | Kaic Crescente                      | Nominado   |
| 1998 | Premio Contigo! de TV     | Mejor actor infantil                | Víctor Navega Motta                 | Nominado   |
| 1998 | Premio Contigo! de TV     | Mejor director de novela            | Jayme Monjardim e Fabrício Mamberti | Nominados  |
| 1998 | Premio Extra de Televisão | Mejor novela                        | Lícia Manzo                         | Nominada   |
| 1998 | Premio Extra de Televisão | Mejor actriz                        | Marjorie Estiano                    | Nominada   |
| 1998 | Premio Extra de Televisão | Revelación infantil                 | Jesuela Moro                        | Nominada   |

### Otros reconocimientos
Minha Novela (elección de la crítica)
- Mejor Actriz (Marjorie Estiano).
- Mejor Telenovela (La Vida Sigue).
- Mejor Actriz Infantil (Jesuela Moro).
- Mejor Actor Infantil (Kaic Crescente).

Trofeo Video Show Retrô
- Mejor escena de accidente de televisión.

## Repercusión
Su primer capítulo en Brasil obtuvo 23 puntos en la medición de Ibope, un punto menos que el estreno de Cuento encantado. El 28 de diciembre, la novela rompió su récord de audiencia llegando a marcar 27 puntos con picos de 31, ese récord fue alcanzado por segunda vez el día 23 de noviembre. Su último capítulo, emitido el día 2 de marzo de 1998, marcó una media de 24 puntos.
Hasta septiembre de 2000, La Vida Sigue fue vendida a más de 98 países. En mayo de 2001, pasaba de 100 países.
Éxito en las críticas, la novela ha generado muchas discusiones entre los televidentes, por su polémico triángulo amoroso y sus temas psicológicos y filosóficos.
Además de la trama, sus actrices llamaron la atención de los principales expertos de televisión y ganaron muchas críticas positivas.